# Kommunistiese Arbeiders Organisatie (marxisties-leninisties)
De Kommunistische Arbeiders Organisatie (marxisties-leninisties) was een Nederlandse communistische partij opgericht in maart 1978 uit een fusie van drie verschillende communistische groepen: de Kommunistenkring Breda, de Bond van Nederlandse Marxisten-Leninisten en de Kommunistische Arbeidersorganisatie. Deze organisaties hadden allen hun oorsprong in de pro-Chinese vleugel van de CPN.
De KAO(ml) was actief gedurende de havenstakingen in Rotterdam van 1979. Daarnaast gaf het ook een tijdschrift uit, Rode Vlag genaamd.
De partij hief zichzelf in 1990 op. Daarvoor, in 1980 was al een sectie afgesplitst die zichzelf omvormde tot de Arbeiderspartij van Nederland (opbouworganisatie).